# Léonard de Vinci : Art et science de l’univers
Léonard de Vinci : Art et science de l’univers (titre original : Leonardo da Vinci: arte e scienza dell’universo) est une monographie illustrée et un récit biographique sur le peintre italien Léonard de Vinci, écrit par le critique d’art italien Alessandro Vezzosi, paru chez Electa/Gallimard en Italie en 1996, et chez Gallimard en France la même année. Cet ouvrage est le 293e titre dans la collection « Découvertes Gallimard », et a été adapté en un film documentaire sous le titre Léonard de Vinci.

## Introduction

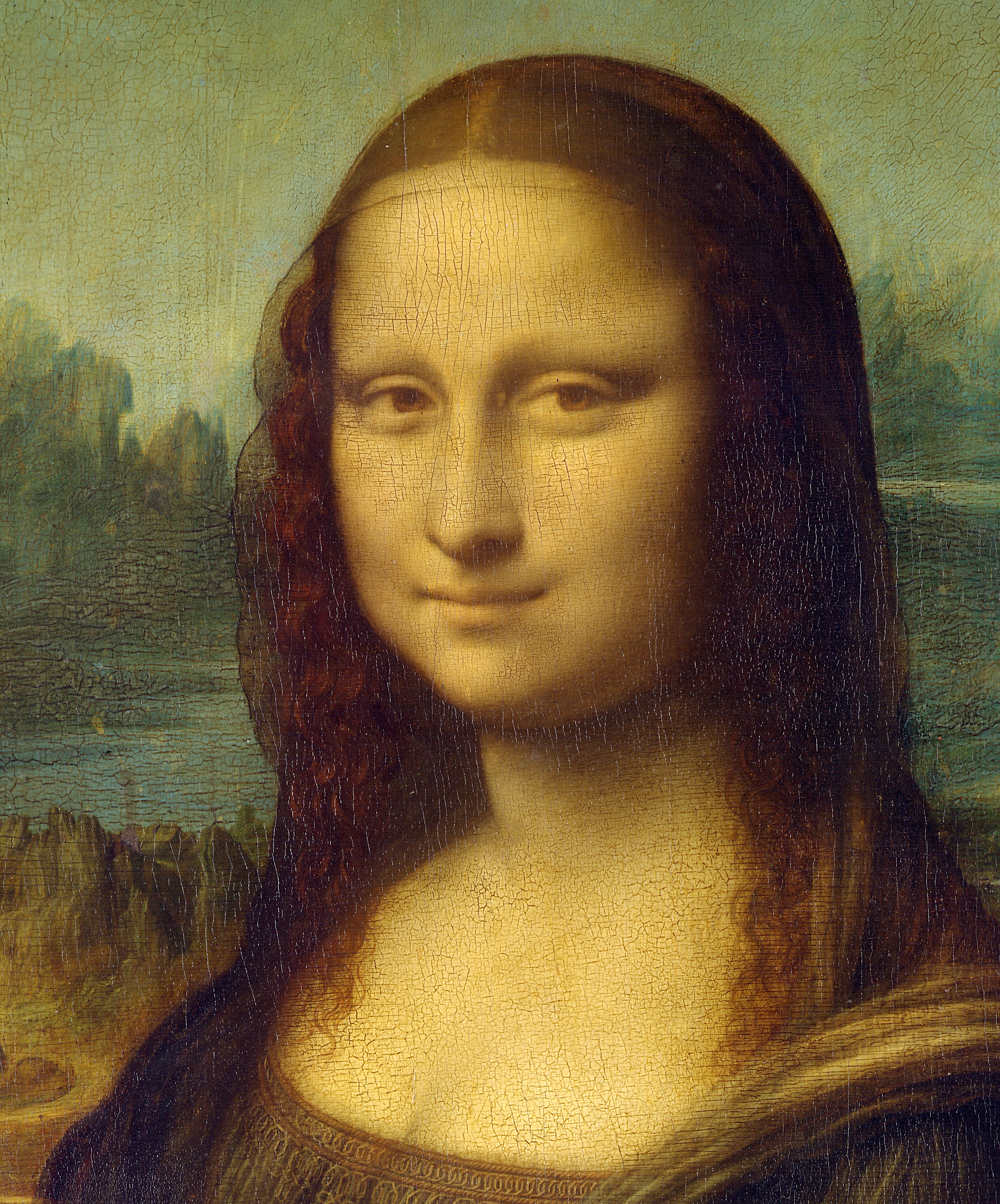
Détail du tableau La Joconde, présenté sur la couverture de l’édition française.

Cet ouvrage en format poche (125 × 178 mm) fait partie de la série Arts (anciennement appartenant à la série Peinture) dans la collection « Découvertes Gallimard ». Ce livre retrace la vie et l'œuvre de Léonard de Vinci, de son enfance en Italie à sa mort en France, en cinq chapitres, suivis d’un ensemble des « témoignages et documents ».
Plus qu’une biographie, il situe sa vie dans le contexte des grandes cours qu’il visitait : les Médicis de Florence, le Milan ducal et la France royale. Écrit pour un public jeune et adulte, le livre présente une discussion lisible sur l’art, la vie et la pensée complexes de Da Vinci, explore ses recherches révolutionnaires en médecine, hydraulique, moulage de métaux, mécanique, techniques de peinture, architecture et nouvelle science de la guerre et de l’armement, et examine sa place dans l’histoire intellectuelle et artistique.
Selon la tradition des « Découvertes », cette collection repose sur une abondante documentation iconographique et une manière de faire dialoguer l’iconographie documentaire et le texte, enrichie par une impression sur papier couché ; en d’autres termes, « de véritables monographies, éditées comme des livres d’art ». C’est presque comme un « roman graphique », rempli de planches en couleurs.
En plus de la traduction française, cet opus a été traduit dans de nombreuses langues. L’édition française subit une cure d’amaigrissement, de deux cents à cent soixante pages, la reformulation introduite dans la section « témoignages et documents », et toutes les éditions internationales sont traduites sur la base de l’édition française au lieu de l’original italien. Une nouvelle édition est sortie en 2010, et une réédition pour l’exposition Leonardo da Vinci au Louvre jusqu’au 24 février 2020.

## Accueil
Le site Babelio confère au livre une note moyenne de 4,28 sur 5, sur la base de 9 notes. Sur le site Goodreads, le livre obtient une moyenne de 3,60/5 basée sur 129 notes, indiquant des avis généralement positifs.
Dans The Irish Times, un auteur anonyme estime que « ce petit ouvrage est un résumé utile ».

## Adaptation documentaire
En 2001, en coproduction avec La Sept-Arte et Trans Europe Film, en collaboration avec Éditions Gallimard et Musée du Louvre, réalisé l’adaptation de Léonard de Vinci : Art et science de l’univers, dirigée par Jean-Claude Lubtchansky, et diffusé sur Arte dans la case « L’Aventure humaine ». Le film est également sorti sur DVD, édité par Centre national du cinéma et de l’image animée (CNC).

### Fiche technique
- Titre : Léonard de Vinci
- Titre allemand : Leonardo da Vinci: Kunst und Wissenschaft des Universums[11]
- Titre anglais : Leonardo da Vinci: The Mind of the Renaissance[12]
- Réalisation : Jean-Claude Lubtchansky
- Image : Mikaël Lubtchansky
- Montage : Jean-Claude Lubtchansky
- Scénario et adaptation : Carole Lubtchansky
- Voix : Aurore Clément et Gérard Desarthe
- Producteur : Jean-Pierre Gibrat
- Directeur de production : Gilles Moisset
- Administratrice de production : Nathalie Cayn
- Chargée de production : Magali Honorat
- Coordinatrice Italie : Julie Beressi, Vera Caïs et Magali Honorat
- Responsable du développement : Ahmed El-Cheikh
- Documentalistes : Vera Caïs
- Sociétés de production : La Sept-Arte, Trans Europe Film, Éditions Gallimard et Musée du Louvre
- Pays d’origine :  France
- Langue : français, doublage en allemand
- Durée : 52 minutes
- Date de sortie : 2001 sur Arte

## Éditions internationales
| Titre                                                  | Traduction littérale                                                  | Langue               | Pays         | Collection (numéro dans la collection)                             | Éditeur                                                      | Traducteur                | Année de première parution | ISBN                 |
| ------------------------------------------------------ | --------------------------------------------------------------------- | -------------------- | ------------ | ------------------------------------------------------------------ | ------------------------------------------------------------ | ------------------------- | -------------------------- | -------------------- |
| Leonardo da Vinci: arte e scienza dell’universo        | « Léonard de Vinci : Art et science de l’univers »                    | Italien              | Italie       | Universale Electa/Gallimard (no 73)                                | Electa/Gallimard                                             | –                         | 1996                       | (ISBN 9788844500832) |
| Léonard de Vinci : Art et science de l’univers         | –                                                                     | Français de France   | France       | Découvertes Gallimard (no 293)                                     | Éditions Gallimard                                           | Françoise Liffran         | 1996                       | (ISBN 9782070533534) |
| Leonardo da Vinci: Renaissance Man                     | « Léonard de Vinci : l’homme de la Renaissance »                      | Anglais britannique  | Royaume-Uni  | New Horizons (sans numéro)                                         | Thames & Hudson                                              | Alexandra Bonfante-Warren | 1997                       | (ISBN 9780500300817) |
| Leonardo da Vinci: The Mind of the Renaissance         | « Léonard de Vinci: l’esprit de la Renaissance »                      | Anglais américain    | États-Unis   | Abrams Discoveries (sans numéro)                                   | Harry N. Abrams                                              | Alexandra Bonfante-Warren | 1997                       | (ISBN 9780810928091) |
| Leonardo da Vinci: Arte y ciencia del universo         | « Léonard de Vinci : Art et science de l’univers »                    | Espagnol d'Espagne   | Espagne      | Biblioteca ilustrada (no 12)                                       | Blume Naturart                                               | Julia Alquézar Solsona    | 2011                       | (ISBN 9788480769334) |
| Leonardo da Vinci: Arte e Ciência do Universo          | « Léonard de Vinci : Art et science de l’univers »                    | Portugais brésilien  | Brésil       | Descobertas (sans numéro)                                          | Editora Objetiva (pt)                                        | Mônica Braga              | 2006                       | (ISBN 9788573028164) |
| Leonardo da Vinci: konstens och vetenskapens mästare   | « Léonard de Vinci : le maître de l’art et de la science »            | Suédois              | Suède        | En värld av vetande (sans numéro)                                  | Berghs förlag (sv)                                           | Solveig Hedberg           | 1997                       | (ISBN 9789150212990) |
| Leonardo da Vinci: Genialny wizjoner                   | « Léonard de Vinci : un brillant visionnaire »                        | Polonais             | Pologne      | Poznać i Zrozumieć Świat – Focus (no 1)                            | Gruner+Jahr Polska (pl)                                      | Alicja Choińska           | 2002                       | (ISBN 9788389221933) |
| Leonardo da Vinci: Genialny wizjoner (wydanie klubowe) | « Léonard de Vinci : un brillant visionnaire » (édition club/reliée)  | Polonais             | Pologne      | –                                                                  | Świat Książki (pl)                                           | Alicja Choińska           | 2006                       | (ISBN 9788324703562) |
| Leonardo da Vinci – Pasaulio menas ir mokslas          | « Léonard de Vinci – Art et science du monde »                        | Lituanien            | Lituanie     | Atradimai Baltos lankos (no 2)                                     | Baltos lankos (en)                                           | Violeta Tauragienė        | 1997                       | (ISBN 9789986861164) |
| Da Vinci: Arta și știința universului                  | « Da Vinci : Art et science de l’univers »                            | Roumain              | Roumanie     | Découvertes Univers: Colecțiile Cotidianul. Enciclopedica (vol. I) | Editura Univers (ro) (en collaboration avec Cotidianul (ro)) | Diana Crupenschi          | 2007                       | (ISBN 9781602570184) |
| Leonardo da Vinci – Evren Bilimi ve Sanatı             | « Léonard de Vinci – Science et art de l’univers »                    | Turc                 | Turquie      | Genel Kültür Dizisi (sans numéro)                                  | Yapı Kredi Yayınları                                         | Nami Başer                | 2002                       | (ISBN 9789750803567) |
| Леонардо да Винчи: Искусство и наука Вселенной         | « Léonard de Vinci : Art et science de l’univers »                    | Russe                | Russie       | Открытие (sans numéro)                                             | AST (en)                                                     | Elena Murashkintseva      | 2001                       | (ISBN 9785170069415) |
| Леонардо да Винчи и его Вселенная                      | « Léonard de Vinci et son univers »                                   | Russe                | Russie       | Биография искусства (no 1)                                         | Mann, Ivanov et Ferber (ru)                                  | Inna Solodkova            | 2019                       | (ISBN 9785001461753) |
| レオナルド・ダ・ヴィンチ 真理の扉を開く                | « Léonard de Vinci : ouvrir la porte de la vérité »                   | Japonais             | Japon        | 知の再発見 (no 79)                                                 | Sōgensha (ja)                                                | Junichi Gotō              | 1998                       | (ISBN 9784422211398) |
| 達文西：科學與藝術天才                                 | « Da Vinci : génie de la science et de l’art »                        | Chinois traditionnel | Taïwan       | 發現之旅 (no 63)                                                   | China Times Publishing (zh)                                  | Li-ching Chên             | 2002                       | (ISBN 9789571337173) |
| 达·芬奇：宇宙的艺术和科学                              | « Da Vinci : art et science de l’univers »                            | Chinois simplifié    | Chine        | 发现之旅 (no 68)                                                   | Shanghai Translation Publishing House                        | Yan Zhu                   | 2004                       | (ISBN 9787532732142) |
| 레오나르도 다 빈치: 조화와 비례의 미학                 | « Léonard de Vinci : l’esthétique de l’harmonie et de la proportion » | Coréen               | Corée du Sud | 시공 디스커버리 (no 93)                                            | Sigongsa (en)                                                | Kyo-shin Kim              | 1999                       | (ISBN 9788972596943) |